# Condado de Camden (Nova Jérsia)
O Condado de Camden (em inglês:  Camden County) é um dos 21 condados do estado americano de Nova Jérsia. A sede e maior cidade do condado é Camden. Foi fundado em 13 de março de 1844.
O condado possui uma área de 589 km², dos quais 16 km² estão cobertos por água, uma população de 523 485 habitantes, e uma densidade populacional de 913 hab/km² (segundo o censo nacional de 2020).

## Cidades e municípios
| - Audubon - Audubon Park - Barrington - Bellmawr - Berlin - Berlin Township - Brooklawn - Camden - Cherry Hill Township - Cherry Hill Mall - Barclay-Kingston - Erlton-Ellisburg - Springdale - Chesilhurst - Clementon | - Collingswood - Gibbsboro - Gloucester City - Gloucester Township - Blackwood - Glendora - Haddon Heights - Haddon Township - Haddonfield - Hi-Nella - Laurel Springs - Lawnside - Lindenwold - Magnolia - Merchantville | - Mount Ephraim - Oaklyn - Pennsauken Township - Pine Hill - Pine Valley - Runnemede - Somerdale - Stratford - Tavistock - Voorhees Township - Ashland - Echelon - Greentree - Waterford Township - Winslow Township |